# Nậm Nhoóng
Nậm Nhoóng là một xã thuộc huyện Quế Phong, tỉnh Nghệ An, Việt Nam,  cách trung tâm Huyện Quế Phong 32 km về phía Tây Nam.

## Địa lý
- Phía Đông - Bắc tiếp giáp Xã Châu Thôn
- Phía Đông - Nam tiếp giáp Xã Cắm Muộn
- Phía Tây - Bắc tiếp giáp Xã Tri Lễ
- Phía Tây - Nam tiếp giáp Xã Hữu Khuông (thuộc huyện Tương Dương)
Xã Nậm Nhoóng có diện tích tự nhiên là 47,84 km², dân số năm 2020 là 2492 người, mật độ dân số đạt 52 người/km².
Hiện nay, gồm có 5 đơn vị thôn bản gồm: Bản Na, Bản Na Hốc, Bản Huổi Cam, Bản Na Khích và Bản Nhọt Nhóng